# Беларуски автомобилен завод
Беларуският автомобилен завод или съкратено БелАЗ (Беларуски: Беларускі аўтамабільны завод, или на руски: Белорусский автомобильный завод) е един най-големите производители на самосвали, както и на друго тежко транспортно оборудване за минната и строителната индустрия.
БелАз е един от най-големите инвестиционни проекти на Общността на независимите държави. Заводът приключва две от трите фази за техническо преоборудване и модернизация. Системата за управление на качеството, прилагана в научноизследователската и развойна дейност, производството, монтажа и следпродажбено обслужване на оборудването отговарящ на международните стандарти ISO 9000.

## История
- През 1948 г. от ЖП Гара в Жодино е построен завод за добив на торф.
- През 1951 г. Заводът е разшрирен в завод за пътно строителство и машини за подобряване на земята, и преиуменуван на „Дормаш“ абревиатура на „Дорожное машиностроение“ (Пътно машиностроене)
- През 1958 г. е преименуван на „БелАЗ“, първоначално произвеждащ камиони МАЗ.
- През 1961 г. е произведен първият 27-тонен самосвал за кариери и кариери БелАЗ.
- През 1990 г. е произведен 280-тонен камион.
- През 2001 г. директорът на завод БелАЗ Павел Мариев е награден с орден „Герой на Беларус“.
- През 2005 г. бяха разкрити планове за производство на БелАЗ 75600 с капацитет от 320 тона (352 600 кг, или 352,6 тона)
- През 2006 г. Независимият Могилевски автомобилен завод (MoAZ) е обединен в BelAZ.
- През есента на 2006 г. e първата доставка на новия модел БелАЗ-75600.[4]
- През септември 2013 г. БелАЗ представя първия образец от минен самосвал БелАЗ-75710, най-големият самосвал в света с товароподемност 450 тона.[5]

## Модели

### Прекъснати модели
Копаещи самосвали
- MAZ-525, 25 t (1958 – 1965)
- BelAZ-540, 27 t (1965)
- BelAZ-540A
- BelAZ-540B, 45 t
- BelAZ-548A, 40 t (1967)
- BelAZ-548B, 65 t
- BelAZ-549, 75 – 80 t (1969)
- BelAZ-7519, 110 – 120 t (1977)
- BelAZ-7521, 180 t (1979)
- BelAZ-75211, 170 – 220 t (1983)
- BelAZ-75214
- BelAZ-7522
- BelAZ-75303
- BelAZ-75483

### Сегашни модели

#### Копаещи самосвали
- BelAZ-7540, 30 t
- BelAZ-7545, 45 t
- BelAZ-7547, 42 – 45 t
- BelAZ-7555, 55 – 60 t (since 1994)
- BelAZ-7557, 90 t
- BelAZ-7513, 110 – 130 t (since 1996)
- BelAZ-7517, 154 – 160 t
- BelAZ-7530, 180 – 220 t
- BelAZ-7531, 240 t
- BelAZ-7560, 320 – 360 t
- BelAZ-7558, 90 t
- BelAZ-7571, 450 t (since 2013) *Бележка: Новите модели са с получер[6]

### Строителни и Пътно-строителни превозни средства
- MoAZ-4048, front-end loader, 7.5 t
- BelAZ-7822, front-end loader, 7 t
- BelAZ-7823, Wheel dozer
- Belaz 78221 Wheel loader
- MoAZ-60148, scraper
- MoAZ-60007, scraper
- Concrete mixer trucks

### Други превозни средства
- MoAZ-75296, нископрофилен минно-тунелен бетонобъркач
- БелАЗ-74212, влекач за самолет

## Галерия
- BelAZ-7540
- BelAZ-7555
- BelAZ-75570
- Челен товарач BelAZ-78221
- Бетонобъркачка MoAZ-75296